# Шикшаштака
«Шикша́штака» (санскр. शिक्षाष्टकं, IAST: Śikṣāṣṭaka «Поучение в восьми стихах»; шикша означает «поучение», «наставление» и аштака означает «восемь») — поэма на санскрите, состоящая из восьми стихов и написанная в начале XVI века основоположником гаудия-вайшнавизма Чайтаньей. Является единственным наставлением, оставленным Чайтаньей в письменной форме. Философско-богословская основа гаудия-вайшнавизма была создана позднее главными последователями Чайтаньи — вриндаванскими госвами.
Считается, что в восьми стихах «Шикшаштаки» отражена основная сущность учения Чайтаньи. В частности, в своей поэме Чайтанья формулирует важность повторения (джапа) и воспевания (киртан) имён Кришны.
«Шикшаштака» цитируется в «Чайтанья-чаритамрите», агиографии Чайтаньи, написанной Кришнадасой Кавираджей в XVII веке на бенгали.

## Текст Шикшаштаки
- Слава санкиртане Шри Кришны, которая очищает сердце от пыли, накопившейся за долгие годы, и гасит пожар обусловленной жизни, повторяющихся рождений и смертей. Движение санкиртаны — высшее благословение всему человечеству, так как оно распространяет лучи благословляющей луны. В нём — душа всего трансцендентного знания. Оно увеличивает океан духовного блаженства и дает нам возможность в полной мере насладиться вкусом нектара, которого мы всегда так жаждем.

чето-дарпана-марджанам бхава-махадавагни-нирвапанам

шрейах-каирава-чандрика-витаранам видйа-вадху-дживанам

анандамбудхи-вардханам прати-падам пурнамритасваданам

сарватма-снапанам парам виджайате шри-кришна-санкиртанам
- О мой Господь, одно Твое святое имя способно даровать благословение всем живым существам, а у Тебя сотни и миллионы таких имен, как Кришна и Говинда. В эти трансцендентные имена Ты вложил все Свои трансцендентные энергии, и нет даже строгих правил воспевания Твоих имён. О мой Господь, по доброте Своей Ты дал нам возможность легко приблизиться к Тебе, воспевая Твои святые имена, но я настолько неудачлив, что не чувствую влечения к ним.

намнам акари бахудха ниджа-сарва-шактис

татрарпита нийамитах смаране на калах

этадриши тава крипа бхагаван мамапи

дурдаивам идришам ихаджани нанурагах
- Следует воспевать святое имя Господа в смиренном состоянии ума, считая себя ниже соломы, лежащей на улице. Нужно стать терпеливее дерева, освободиться от чувства ложного престижа и всегда быть готовым оказать почтение другим. В таком состоянии ума можно воспевать святое имя Господа постоянно.

тринад апи суничена

тарор ива сахишнуна

аманина манадена

киртанийах сада харих
- О Всемогущий Господь, я не хочу копить богатства, мне не нужно ни прекрасных женщин, ни последователей. Я хочу только одного — беспричинного преданного служения Тебе, жизнь за жизнью.

на дханам на джанам на сундарим

кавитам ва джагадиша камайе

мама джанмани джанманишваре

бхаватад бхактир ахаитуки твайи
- О сын Махараджи Нанды (Кришна), я Твой вечный слуга, но так уж случилось, что я пал в океан рождений и смерти. Прошу Тебя, вызволи меня из этого океана смерти, и пусть я буду одним из атомов у Твоих лотосных стоп.

айи нанда-тануджа кинкарам

патитам мам вишаме бхавамбудхау

крипайа тава пада-панкаджа-

стхита-дхули-садришам вичинтайа
- О мой Господь, когда же глаза мои украсятся слезами любви, беспрестанно льющимися при пении Твоего святого имени? Когда дрогнет мой голос и волосы на теле встанут дыбом при повторении Твоего имени?

найанам галад-ашру дхарайа

ваданам гадгада-руддхайа гира

пулакаир ничитам вапух када

тава нама-грахане бхавишйати
- О Говинда! Каждое мгновение разлуки с Тобой кажется мне вечностью. Слёзы льются из глаз моих, как потоки дождя, и без Тебя весь мир кажется мне пустым.

йугаитам нимешена

чакшуша правришайитам

шунйаитам джагат сарвам

говинда вирахена ме
- Для меня нет иного Господа, кроме Кришны, и Он останется Им, даже если Он грубо обнимет меня или разобьёт мое сердце, не показываясь мне на глаза. Он волен делать всё что пожелает, ибо Он, несмотря ни на что, мой Господь, которому я поклоняюсь, и останется Им навсегда.

ашлишйа ва пада-ратам пинашту мам

адаршана марма-хатам кароту ва

йатха татха ва видадхату лампато

мат-прана-натхас ту са эва напарах